# سليمان النصر
سليمان طرار النصر، لاعب كرة قدم قطري .
لعب سابقاً مع النادي العربي ونادي المرخية ونادي الخريطيات.

## روابط خارجية
- سليمان النصر على موقع Soccerway.com (الإنجليزية)